# Haggerston
Haggerston is een wijk in het Londense bestuurlijke gebied Hackney, in de regio Groot-Londen.

## Geboren
- Edmond Halley (1656-1742), astronoom, hoogleraar en directeur van de sterrenwacht in Greenwich

## Galerij

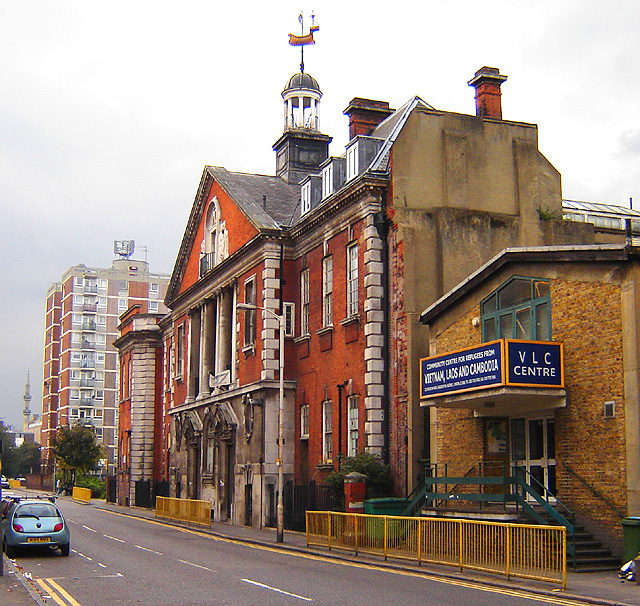
Haggerston Pool
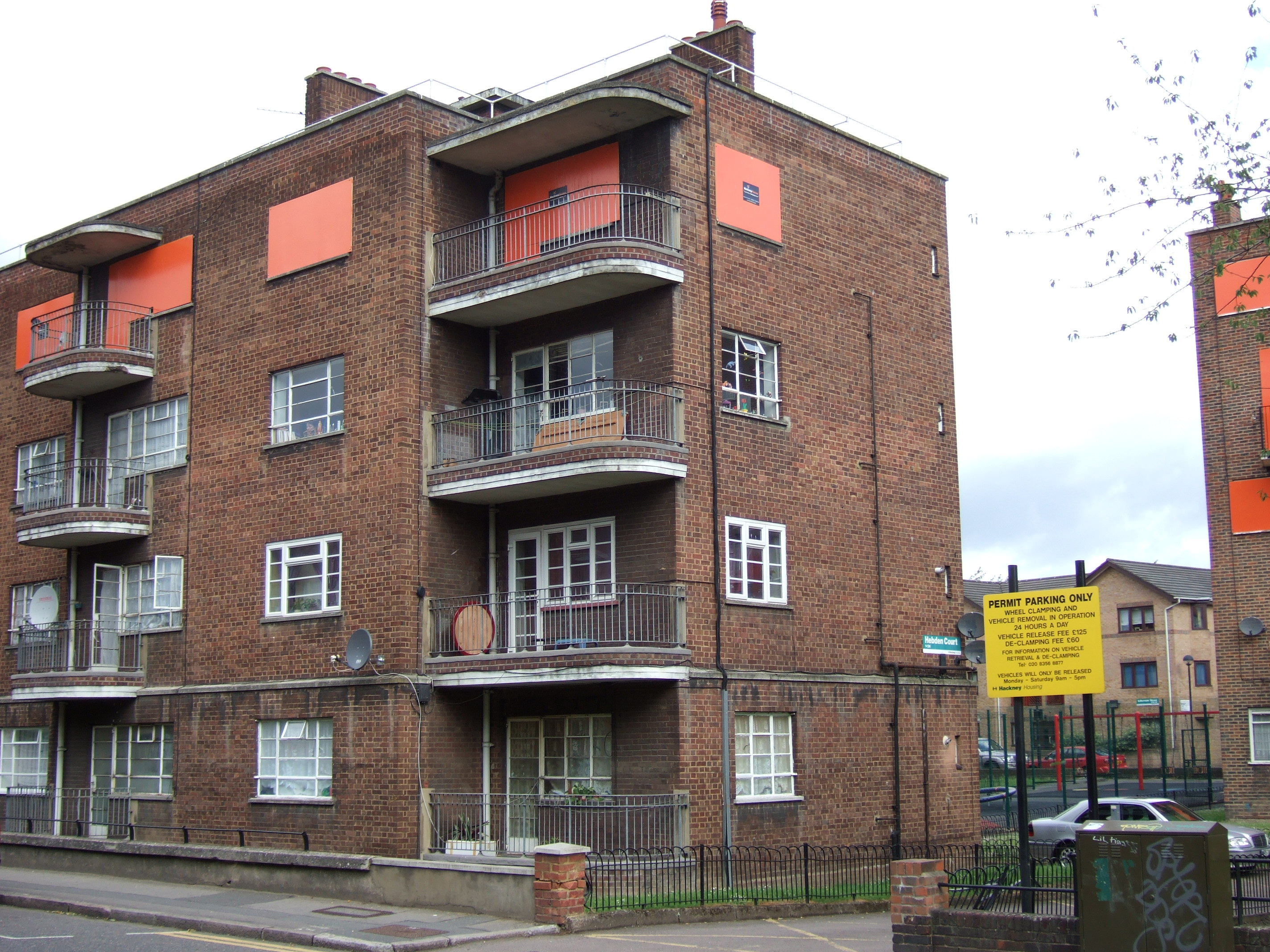
Raadhuis van Haggerston
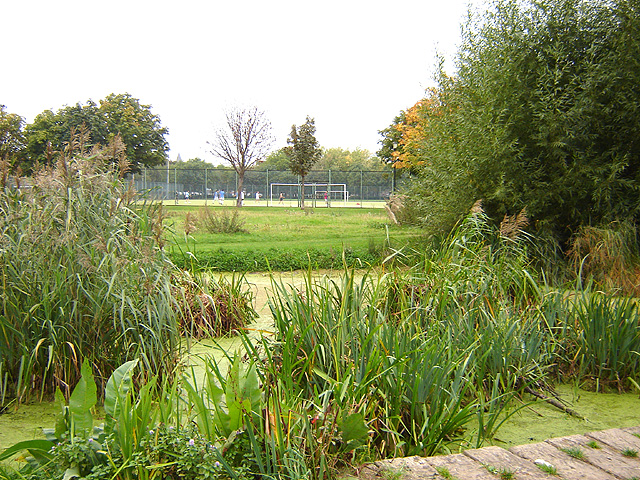
Haggerston Park
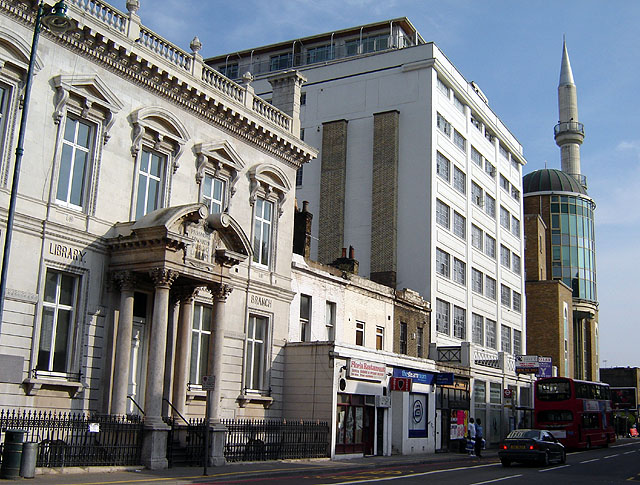
Bibliotheek en Moskee in Haggerston